# Hassen Chalghoumi
Hassen Chalghoumi (Tunisi, 1972) è un religioso tunisino naturalizzato francese, imam del comune di Drancy. In Francia è famoso per essere un portavoce del dialogo interreligioso, in particolare tra musulmani ed ebrei.

## Biografia
Chalghoumi è nato a Tunisi da padre algerino e madre tunisina. Nel 1992 ha lasciato la Tunisia, andando a studiare in Madrase in Siria e in Pakistan, per poi emigrare in Francia nel 1996. Ha fatto parte dell'organizzazione Jamaat Tabligh fino al 2005, anno in cui è diventato cittadino francese.
Negli anni ha preso molte posizioni controverse: nel 2006 ha tenuto un discorso di commemorazione degli ebrei deportati al campo di internamento di Drancy, e nel 2009 ha sostenuto la legge proposta da Nicolas Sarkozy per mettere al bando il burqa, che secondo lui è stato diffuso da sette fanatiche come i salafiti. Ciò gli ha attirato l'ostilità di molti musulmani, che l'hanno chiamato "Imam degli ebrei". Nel gennaio 2010 la sua moschea è stata presa d'assalto e vandalizzata, e da allora vive con la scorta.

## Opinioni religiose
Chalghoumi si considera rappresentante di un islam "moderato e repubblicano", e predica la separazione tra religione e stato, in contrasto con governi come quello iraniano. Ha inoltre affermato che indossare il velo dovrebbe essere facoltativo.
Per le sue posizioni è stato elogiato dal filosofo Bernard-Henri Lévy, che l'ha definito "coraggioso".

## Opinioni politiche

### Sulla Shoah
Nel maggio 2006 ha partecipato a una cerimonia in memoria degli ebrei morti a Drancy durante l'Olocausto. Nel febbraio 2013 ha partecipato a una seconda cerimonia, organizzata da Marek Halter, a cui ha partecipato anche l'allora Ministro dell'Interno Manuel Valls.

### Dialogo con altre fedi
Chalghoumi ha partecipato a molte attività per promuovere la coesistenza tra musulmani, ebrei e cattolici.

### Visita in Israele
Chalghoumi si è recato in Israele il 5 giugno 2012, per partecipare a una conferenza intitolata "religione e laicità". Oltre a lui si sono presentate molte figure importanti in Francia, tra cui il filosofo Alain Finkielkraut, la scrittrice Caroline Fourest e la giornalista Élisabeth Lévy.
L'11 novembre 2012, Chalghoumi ha portato in Israele una delegazione di 12 Imam, che ha visitato anche il memoriale di Yad Vashem. Sulle tombe delle vittime degli Attentati di Tolosa e Montauban del 2012, ha tenuto un discorso rivolto agli israeliani, in cui chiede di non pensare che i musulmani francesi siano tutti antisemiti.

### Tunisia
Nel settembre 2010, in seguito alla Rivoluzione dei Gelsomini, ha preso le difese del regime di Ben Ali, affermando che ha difeso la Tunisia dai fondamentalisti islamici.

### Charlie Hebdo e attentati di Parigi
Chalghoumi, prima degli attentati, aveva aspramente criticato le vignette su Maometto, ma ha anche condannato l'uccisione dei giornalisti, definendola "un atto criminale".

## Vita privata
Chalghoumi è sposato e ha 5 figli.